# 1970年の日本
1970年の日本（1970ねんのにほん）では、1970年（昭和45年）の日本の出来事・流行・世相などについてまとめる。

## 他の紀年法
日本では、西暦の他にも以下の紀年法を使用している。なお、以下の紀年法は西暦と月日が一致している。
- 元号
  - 昭和45年
- 神武天皇即位紀元
  - 皇紀2630年
- 干支
  - 庚戌（かのえ いぬ）

## カレンダー
| 1月 |    |    |    |    |    |    |
| 日  | 月 | 火 | 水 | 木 | 金 | 土 |
|     |    |    |    | 1  | 2  | 3  |
| 4   | 5  | 6  | 7  | 8  | 9  | 10 |
| 11  | 12 | 13 | 14 | 15 | 16 | 17 |
| 18  | 19 | 20 | 21 | 22 | 23 | 24 |
| 25  | 26 | 27 | 28 | 29 | 30 | 31 |
|     |    |    |    |    |    |    |

| 2月 |    |    |    |    |    |    |
| 日  | 月 | 火 | 水 | 木 | 金 | 土 |
| 1   | 2  | 3  | 4  | 5  | 6  | 7  |
| 8   | 9  | 10 | 11 | 12 | 13 | 14 |
| 15  | 16 | 17 | 18 | 19 | 20 | 21 |
| 22  | 23 | 24 | 25 | 26 | 27 | 28 |
|     |    |    |    |    |    |    |

| 3月 |    |    |    |    |    |    |
| 日  | 月 | 火 | 水 | 木 | 金 | 土 |
| 1   | 2  | 3  | 4  | 5  | 6  | 7  |
| 8   | 9  | 10 | 11 | 12 | 13 | 14 |
| 15  | 16 | 17 | 18 | 19 | 20 | 21 |
| 22  | 23 | 24 | 25 | 26 | 27 | 28 |
| 29  | 30 | 31 |    |    |    |    |
|     |    |    |    |    |    |    |

| 4月 |    |    |    |    |    |    |
| 日  | 月 | 火 | 水 | 木 | 金 | 土 |
|     |    |    | 1  | 2  | 3  | 4  |
| 5   | 6  | 7  | 8  | 9  | 10 | 11 |
| 12  | 13 | 14 | 15 | 16 | 17 | 18 |
| 19  | 20 | 21 | 22 | 23 | 24 | 25 |
| 26  | 27 | 28 | 29 | 30 |    |    |
|     |    |    |    |    |    |    |

| 5月 |    |    |    |    |    |    |
| 日  | 月 | 火 | 水 | 木 | 金 | 土 |
|     |    |    |    |    | 1  | 2  |
| 3   | 4  | 5  | 6  | 7  | 8  | 9  |
| 10  | 11 | 12 | 13 | 14 | 15 | 16 |
| 17  | 18 | 19 | 20 | 21 | 22 | 23 |
| 24  | 25 | 26 | 27 | 28 | 29 | 30 |
| 31  |    |    |    |    |    |    |
|     |    |    |    |    |    |    |

| 6月 |    |    |    |    |    |    |
| 日  | 月 | 火 | 水 | 木 | 金 | 土 |
|     | 1  | 2  | 3  | 4  | 5  | 6  |
| 7   | 8  | 9  | 10 | 11 | 12 | 13 |
| 14  | 15 | 16 | 17 | 18 | 19 | 20 |
| 21  | 22 | 23 | 24 | 25 | 26 | 27 |
| 28  | 29 | 30 |    |    |    |    |
|     |    |    |    |    |    |    |

| 7月 |    |    |    |    |    |    |
| 日  | 月 | 火 | 水 | 木 | 金 | 土 |
|     |    |    | 1  | 2  | 3  | 4  |
| 5   | 6  | 7  | 8  | 9  | 10 | 11 |
| 12  | 13 | 14 | 15 | 16 | 17 | 18 |
| 19  | 20 | 21 | 22 | 23 | 24 | 25 |
| 26  | 27 | 28 | 29 | 30 | 31 |    |
|     |    |    |    |    |    |    |

| 8月 |    |    |    |    |    |    |
| 日  | 月 | 火 | 水 | 木 | 金 | 土 |
|     |    |    |    |    |    | 1  |
| 2   | 3  | 4  | 5  | 6  | 7  | 8  |
| 9   | 10 | 11 | 12 | 13 | 14 | 15 |
| 16  | 17 | 18 | 19 | 20 | 21 | 22 |
| 23  | 24 | 25 | 26 | 27 | 28 | 29 |
| 30  | 31 |    |    |    |    |    |
|     |    |    |    |    |    |    |

| 9月 |    |    |    |    |    |    |
| 日  | 月 | 火 | 水 | 木 | 金 | 土 |
|     |    | 1  | 2  | 3  | 4  | 5  |
| 6   | 7  | 8  | 9  | 10 | 11 | 12 |
| 13  | 14 | 15 | 16 | 17 | 18 | 19 |
| 20  | 21 | 22 | 23 | 24 | 25 | 26 |
| 27  | 28 | 29 | 30 |    |    |    |
|     |    |    |    |    |    |    |

| 10月 |    |    |    |    |    |    |
| 日   | 月 | 火 | 水 | 木 | 金 | 土 |
|      |    |    |    | 1  | 2  | 3  |
| 4    | 5  | 6  | 7  | 8  | 9  | 10 |
| 11   | 12 | 13 | 14 | 15 | 16 | 17 |
| 18   | 19 | 20 | 21 | 22 | 23 | 24 |
| 25   | 26 | 27 | 28 | 29 | 30 | 31 |
|      |    |    |    |    |    |    |

| 11月 |    |    |    |    |    |    |
| 日   | 月 | 火 | 水 | 木 | 金 | 土 |
| 1    | 2  | 3  | 4  | 5  | 6  | 7  |
| 8    | 9  | 10 | 11 | 12 | 13 | 14 |
| 15   | 16 | 17 | 18 | 19 | 20 | 21 |
| 22   | 23 | 24 | 25 | 26 | 27 | 28 |
| 29   | 30 |    |    |    |    |    |
|      |    |    |    |    |    |    |

| 12月 |    |    |    |    |    |    |
| 日   | 月 | 火 | 水 | 木 | 金 | 土 |
|      |    | 1  | 2  | 3  | 4  | 5  |
| 6    | 7  | 8  | 9  | 10 | 11 | 12 |
| 13   | 14 | 15 | 16 | 17 | 18 | 19 |
| 20   | 21 | 22 | 23 | 24 | 25 | 26 |
| 27   | 28 | 29 | 30 | 31 |    |    |
|      |    |    |    |    |    |    |

## 在職者
- 天皇: 裕仁
- 内閣総理大臣: 佐藤栄作（自由民主党）
- 内閣官房長官: 保利茂（自由民主党）
- 最高裁判所長官: 石田和外
- 衆議院議長: 1月14日より船田中（自由民主党）
- 参議院議長: 重宗雄三（自由民主党）
- 国会:
  - 第63回 (特別会, 2月14日-5月13日)
  - 第64回 (臨時会, 11月25日-12月18日)

## 世相
- 第一回のママさんバレー大会が開催[書籍 1]。
- 歩行者天国が始まる[書籍 1]。
- SLブーム[書籍 1]。

### 周年
- 1月2日・3日（通常） - 箱根駅伝創設50周年（太平洋戦争時の中断で開催回数がずれているので50回記念大会は1974年になる）[1]。
- 1月19日 - 日本国とアメリカ合衆国との間の相互協力及び安全保障条約（日米同盟）締結から10周年[2]。
- 1月30日 - マツダ創立50周年（当時の社名は東洋コルク工業）[3]。
- 3月15日 - スズキ創立50周年（当時の社名は鈴木式織機）[4]。
- 8月6日 - 広島市への原子爆弾投下から25年（人類史上初の核兵器の実戦使用）[5]。
- 8月9日 - 長崎市への原子爆弾投下から25年[6]。
- 8月15日 - （日本における）第二次世界大戦終結（日本の降伏）から25周年[7]。
- 10月1日 - 日本の国勢調査開始50周年[8][9]。
- 11月18日 - 仏教系新宗教団体、創価学会（旧：創価教育学会）創立40周年[10]。
- 11月29日 - 国会開設80周年[11]。
- 日本初のプロ野球チーム（日本運動協会）創設50周年[12]。

## できごと

### 通年
道路上の交通事故死者が史上最悪の1万6765人に達した。

### 1月
- 1月1日
  - 早川電機工業がシャープに社名変更。
  - 日本医師会、医療費値上げ問題で全国一斉休診実施（ - 4日）[書籍 3][書籍 1]。
  - 日本教育テレビをキー局とするニュースネットワークANNが発足。
- 1月5日 - シチズン時計が婦人用腕時計「コスモスターV2」を発売。
- 1月7日 - ヤクルト本社が産経新聞社からアトムズを完全に買収し、ヤクルトアトムズに改称。
- 1月14日 - 第3次佐藤内閣発足[書籍 4][書籍 5]。
- 1月21日 - 主婦連などの消費者団体、チクロ不買同盟を結成[書籍 6][書籍 7]。
- 1月27日 - 日本においてミスタードーナツ創業。
- 1月28日 - 当時共に大関の玉乃島改め玉の海（第51代）、北の富士（第52代）が同時に横綱昇進。
- 1月31日 - 急速に発達した南岸低気圧の影響で東日本・北日本を中心に荒天となり、甚大な被害が発生（死者・行方不明者25人）。福島県いわき市の小名浜港では貨物船「空光丸」が沈没。気象庁は後にこの爆弾低気圧を「昭和45年1月低気圧」と命名した。

### 2月
- 2月1日 - アース製薬が大塚製薬を核とする大塚グループに参加。
- 2月3日 - 日本政府、核拡散防止条約に調印[書籍 8][書籍 5]。
- 2月9日 - 厚生省、LSDを麻薬に指定[書籍 9][書籍 10]。
- 2月11日 - 東京大学宇宙研、初の国産人工衛星「おおすみ」の打ち上げに成功[書籍 11][書籍 1]。
- 2月12日 - シャープ、10万円を切る電卓を発売[書籍 10]。
- 2月15日 - 香川県財田村が町制施行し財田町となる。これにより香川県は兵庫県に次いで全国2番目の村のない県となった。
- 2月23日 - カーマ（当時の社名大高商事）設立。
- 2月24日 - 大阪市営地下鉄御堂筋線の江坂駅 - 新大阪駅間と北大阪急行電鉄が開業。相互乗り入れを開始[書籍 10][書籍 12]。

### 3月
- 3月1日
  - 盛線（現・三陸鉄道リアス線）が開業。
  - 近鉄鳥羽線の五十鈴川駅 - 鳥羽駅間が開業するとともに、同志摩線が全線1067mmから1435mmに改軌。これにより近鉄山田線・鳥羽線・志摩線が事実上一本化し、大阪・名古屋と伊勢志摩を結ぶ特急の運行を開始。
  - アメリカ軍、嘉手納基地を新たな輸送戦略基地に決定。
- 3月2日
  - 花王石鹸が「メリット」を発売。
  - 国鉄五反田駅前にTOCビルが竣工。落成当時は日本最大の容積率であった。
- 3月5日 - 核拡散防止条約が発効。
- 3月7日 - 湘南モノレールが開業。
- 3月11日 - 大阪市営地下鉄千日前線の桜川駅 - 谷町九丁目駅間が開業。四つ橋線の難波元町駅を難波駅に改称し、御堂筋線・四つ橋線・千日前線の3線乗換駅となった。
- 3月14日 - 大阪府吹田市の千里丘陵で日本万国博覧会（大阪万博）開幕（ - 9月13日）[書籍 11][書籍 1]。
- 3月15日 - 近鉄難波線（上本町 - 近鉄難波間）の近鉄難波駅と近鉄日本橋駅が開業。奈良線の難波線乗り入れも開始される。
- 3月20日 - 厚生省のスモン調査研究協議会、全国の患者数を2669人と発表[書籍 11][書籍 13]。
- 3月24日 - ボクシング漫画『あしたのジョー』（原作：高森朝雄・作画：ちばてつや）の登場人物で、矢吹丈との闘いの末敗れ死亡した「力石徹」の追悼式（葬儀）が講談社講堂（東京都文京区）で寺山修司の主宰により開催。漫画キャラクターかつ架空の人物の葬儀が実際に行われるのは当時としては極めて異例。
- 3月27日 - 第42回選抜高等学校野球大会が甲子園で開幕。
- 3月31日
  - 日本航空機よど号ハイジャック事件発生[書籍 11][書籍 1]。
  - 八幡製鐵・富士製鐵が合併し、新日本製鐵（現、日本製鉄）が発足[書籍 6][書籍 5]。

### 4月
- 4月1日
  - 一般国道追加改正により一般国道272 - 328号が昇格（昭和44年政令第280号の施行）。
  - 後楽園球場に全電光スコアボードが完成。また、内野席1万席増設（ジャンボスタンド）やブルペン改修工事が行われ、収容人数が5万人となる。
  - NETテレビの100%子会社としてNET音楽出版（現：テレビ朝日ミュージック）設立。
  - 山形テレビ、福島中央テレビ、テレビ山梨、島根放送（現・山陰中央テレビジョン放送）、テレビ山口、テレビ高知、テレビ大分、テレビ宮崎、以上8局のアナログUHFテレビ局が各地に開局。
  - 大阪音楽エフエム放送（現エフエム大阪）開局。
- 4月5日 - 第42回選抜高校野球大会は和歌山・箕島高校が初優勝。エースの島本講平は前年夏準優勝の青森・三沢高校のエース太田幸司に続き“第二のコーちゃん”と呼ばれる。
- 4月8日 - 大阪市大淀区（現・北区）天六交叉点での大阪市営地下鉄谷町線工事現場でガス爆発事故。死者79人・重軽傷420人[書籍 14][書籍 1]。
- 4月10日 - 鈴木自動車工業が「ジムニー」を発売。
- 4月15日 - 雄別鉄道がこの日限りで廃止。
- 4月16日
  - 日立製作所、LSI（大規模集積回路）を開発[書籍 15]。
  - ライオン歯磨が「ホワイト&ホワイトライオン」を発売。ラミネートチューブが業界全体に普及。
- 4月19日 - 松村謙三が周恩来中国首相と会見[書籍 5]。
- 4月24日 - 東京電力が、世界初のLNG火力発電所を運転開始[書籍 16]。
- 4月26日 - FM東京が本放送開始（FM東海から継承）。「JET STREAM」（FM東海から継続、現在も放送中）などが放送開始[書籍 10]。
- 4月30日 - 熊本市電坪井線・春竹線がこの日限りで廃止。

### 5月
- 5月4日 - ライオン油脂が「エメロンクリームリンス」を発売。
- 5月11日
  - 日本山岳会エベレスト登山隊（総隊長・松方三郎）がエベレストに日本人初登頂。初登頂者は松浦輝夫と植村直己[書籍 11][書籍 13]。
  - 転換社債、初の上場（味の素など3銘柄）。
- 5月12日 - 瀬戸内シージャック事件が発生[書籍 1][書籍 17]。
- 5月13日 - セントラルスポーツ設立。
- 5月15日 - 豊橋事件が起こる。
- 5月25日
  - 東洋工業が「カペラ」を発売。
  - プロ野球の八百長事件、いわゆる黒い霧事件事件で3選手が永久追放に[書籍 1][書籍 18]。

### 6月
- 6月 - 種痘ワクチン禍が続き、製品出荷を停止[書籍 16]。
- 6月1日 - 福岡エフエム音楽放送（現エフエム福岡）開局。
- 6月11日
  - 東京都小菅刑務所で、日本で戦後初となる女性死刑囚に対する死刑執行。
  - 東京都の麹町・日本堤・池袋の各消防署の救急車のサイレンが「ピーポー」になる[Web 1]。
- 6月23日
  - 日米安全保障条約自動延長。全国で安保反対統一行動が行われ、77万人が参加[書籍 6][書籍 16]。
  - 錦糸町駅前にロッテが運営する複合レジャー施設ロッテ会館が竣工。
- 6月25日 - 公明党が政教分離を決定[書籍 5]。
- 6月30日 - トミーが初代トミカ6車種を発表される

### 7月
- 7月1日
  - 日本共産党第11回大会（外部に公開された初の党大会）[書籍 6][書籍 16]。
  - 丹頂が男性化粧品「マンダム」を発売。チャールズ・ブロンソンが出演するCMで一世を風靡する。翌年には社名を「マンダム」に変更。
  - ダイエーのファミリーレストラン子会社としてフォルクスを設立。
- 7月4日 - 日本において、ケンタッキーフライドチキンが創業。
- 7月14日 - 日本政府が閣議で日本の呼称を「ニッポン」に統一することを決める[書籍 5][書籍 16]。
- 7月17日 - 第二次家永教科書裁判の第一審判決、家永の勝訴[書籍 11][書籍 1]。
- 7月18日 - 東京都杉並区の立正高校で、光化学スモッグにより四十数人の高校生がグラウンドで倒れた[書籍 11][書籍 13][書籍 16]。
- 7月20日 - 戦時中の1944年以来休止されていた出石鉄道が正式に廃止。
- 7月26日 - 常磐炭礦が常磐興産へ社名変更。
- 7月31日 - 静岡鉄道駿遠線のうち最後まで残った新藤枝駅 - 大井川駅間がこの日限りで廃止。

### 8月
- 8月2日 - 東京都内ではじめての歩行者天国が銀座、新宿、池袋、浅草で実施[書籍 11][書籍 13]。
- 8月8日 - 第52回全国高等学校野球選手権大会が阪神甲子園球場で開幕。
- 8月10日 - 愛知外相、参議院で米石油会社の尖閣列島の油田調査への中国国民政府の許可に抗議したと答弁。以後、同島の帰属問題に発展[書籍 5][書籍 19]。
- 8月11日
  - 東京都牛込柳町で鉛中毒患者が発生。
  - 静岡県田子の浦港でヘドロ追放の住民大会[書籍 1][書籍 19]。
- 8月18日 - トミーよりトミカが発売される[13]。
- 8月19日 - 全日空アカシア便ハイジャック事件が発生[書籍 20]。
- 8月20日 - 第52回全国高等学校野球選手権大会の決勝戦が阪神甲子園球場で行われ神奈川・東海大相模高校が初優勝。監督の原貢は福岡・三池工業高校時代の1965年（第47回）に続き2校にまたがっての優勝監督となる。
- 8月21日 - 台風10号（土佐湾台風）が高知県に上陸。
- 8月22日 - 栗原景太郎、武田治郎、白瀬京子の3人が乗る小型ヨット「白鴎」が神奈川県・三崎漁港に入港。日本人初の小型ヨット世界一周を達成[書籍 21]。
- 8月23日 - 札幌市の電話市外局番を「0122」から「011」へ変更。
- 8月26日
  - 植村直己が北米大陸最高峰マッキンリー山に単独初登頂。世界初の五大陸最高峰登頂者となる。
  - この日行われたプロ野球、阪神対広島戦で、阪神の田淵幸一が左こめかみに死球を受け耳から血を流しながら昏倒し救急車で搬送される出来事があった。後遺症で難聴になったため、このことがきっかけで打者は耳当てつきヘルメットの着用が義務付けられる。

### 9月
- 9月5日 - 新潟大学の椿忠雄教授がスモン病の原因はキノホルムであることを発表[書籍 11][書籍 1]。
- 9月7日 - 厚生省、スモンの原因に関係があるとして整腸剤「キノホルム」の使用及び販売中止を通達[書籍 13][書籍 22]。
- 9月10日 - 山形交通尾花沢線が廃止（営業運行は前日限りで終了したのち9月14日に記念式典を開催し記念列車を運行）。
- 9月13日
  - 日本万国博覧会（大阪万博）が閉幕。延べ入場者数約6422万人[書籍 10][書籍 22]。
  - 北大阪急行電鉄会場線（千里中央駅 - 万国博中央口駅間）がこの日限りで廃止。この区間は大阪万博の開催期間中のみ運行する計画となっており万博終了と同時に廃止された。
- 9月17日 - ソニー、ニューヨーク証券取引所に日本株として初の上場（ADR）[書籍 23][書籍 24]。

### 10月
- 10月1日
  - 第11回国勢調査。人口1億0372万0060人[書籍 11][書籍 2]。
  - 日本国有鉄道（国鉄）が「ディスカバー・ジャパン」キャンペーンを開始。
  - 弘前電気鉄道が弘南鉄道に路線を譲渡し解散。同社が運営していた路線は弘南鉄道大鰐線となる。
  - 宮城テレビ放送（ミヤギテレビ）開局。
  - 北陸本線の加賀温泉郷最寄りの特急・急行停車駅を一本化するため、作見駅を改良し、加賀温泉駅と改称。
  - 岡多線が開業。
- 10月5日 - 富士銀行19億円不正融資事件犯人をパリで逮捕[書籍 25]。
- 10月6日 - 近鉄の佐々木宏一郎が南海戦で日本プロ野球史上11人目となる完全試合を達成。
- 10月7日 - ロッテ、10年ぶりパ・リーグ優勝。
- 10月10日 - 東京駅 - 横浜港駅間で蒸気機関車のさよなら運転。D51形（デゴイチ）D51791が客車を牽引（10月11日と18日にも運転された）。これを最後に首都圏の鉄道路線からD51形が姿を消す[書籍 26]。
- 10月14日 - 日立製作所の「キドカラー」や「ポンパ」などの家電製品が全国を巡回する日立ポンパ号が運行開始[書籍 23]。
- 10月16日 - キヤノンが国産初のコピー機「NP-1100」を発売。
- 10月17日 - 日産自動車が自社初のFF車「チェリー」を発売。
- 10月18日 - 日本勧業銀行大森支店の宿直行員が殺害される。被疑者が逮捕されたがのちに冤罪となり時効。
- 10月19日
  - いすゞ自動車が「ニューパワー」/「フォワード」を発売。
  - 広島東洋カープの衣笠祥雄がこの日の試合から1987年10月22日まで2215試合連続出場を記録する。
- 10月20日
  - 本田技研工業が「Z」を発売（11月には「バモス」も発売）。
  - 政府が初の防衛白書を発表[書籍 6][書籍 27]
- 10月21日 - 佐藤栄作首相、日本首相として初めて国連総会で演説[書籍 23][書籍 28]。
- 10月22日 - 巨人、中日に勝ちセ・リーグ6連覇（V6）達成。同時にセ・リーグの連覇記録更新（それまでの連覇記録は巨人が1955年から1959年までに達成した5連覇。その後1973年にV9達成）。
- 10月24日 - 三菱重工長崎造船所で、輸出用大型タービンローターのテスト中にローター破裂事故が発生。死者4人負傷者57人の大事故。
- 10月28日 - 日本銀行、公定歩合を0.25%引き下げ[書籍 6][書籍 27]。
- 10月29日 - 自民党総裁選挙が行われ、佐藤栄作が4選[書籍 5][書籍 29]。
- 10月31日
  - 胆振線脇方支線（京極駅 - 脇方駅間）、この日限りで廃止。
  - 長野原線長野原駅 - 太子駅間、この日限りで休止（復活せず翌年5月1日に廃止）。

### 11月
- 11月 - 味の素が「ほんだし」を発売。
- 11月1日
  - ヨークが日本で初めてのむヨーグルト「ヨーク（現：十勝のむヨーグルト）」を発売。
  - 三菱自動車工業、「ギャランGTO」を発売。
  - 角館線（現・秋田内陸縦貫鉄道秋田内陸線）開業。
  - いすゞ自動車、GM社と資本・技術・販売面での提携発表。
- 11月2日
  - 巨人、ロッテを4勝1敗で下し日本シリーズ6連覇（V6）達成。
  - ヤクルト本社が「ジョア」を発売。
- 11月7日 - 仙台臨海鉄道株式会社設立。
- 11月14日 - ウーマンリブの第一回大会開催[書籍 1][書籍 30]。
- 11月19日 - 漫画家・長谷川町子の自宅（東京都世田谷区）が大学生の男に放火されるも、発見が早かったことから長谷川本人が消火器で消し止めて家族は全員無事。
- 11月21日 - ケンタッキー・フライドチキンの日本第1号店が愛知県名古屋市に開店。
- 11月24日 - 第64回臨時国会（公害国会）が召集される[書籍 6][書籍 27]。
- 11月25日 - 三島由紀夫、市ヶ谷の自衛隊東部方面総監部にて割腹自決（三島事件）[書籍 31][書籍 1]。
- 11月29日 - 初の公害メーデー実施。82万人が参加[書籍 23][書籍 32]。
- 11月30日 - 根北線がこの日限りで廃止。

### 12月
- 12月1日
  - 広島ホームテレビ開局。
  - 国鉄根北線が全線廃止。
  - トヨタ自動車が「カリーナ」/「セリカ」を発売（同日「ライトエース」も発売）。
- 12月3日 - 中国・新華社通信が「尖閣諸島は中国領」と報道。
- 12月14日 - 羽幌炭礦鉄道がこの日限りで廃止。
- 12月15日 - 北海道・三井砂川炭鉱でガス爆発、死者・行方不明19人[書籍 23][書籍 33]。
- 12月18日 - 東京都板橋区で京浜安保共闘のメンバー3人が交番を襲撃（上赤塚交番襲撃事件）[書籍 1][書籍 33]。
- 12月20日 - 沖縄・コザ市で、米軍人が起こした交通事故を契機として住民による暴動が発生[書籍 6][書籍 5]。
- 12月25日 - 水質汚濁防止法及び農用地の土壌の汚染防止等に関する法律制定。
- 12月28日 - 政府が環境保護庁の設置を決定[書籍 34][書籍 2]。

### 日付不詳
- 水俣病被害者にチッソ（株）が（当時江頭豊社長）暴力団系の警備員を雇い被害者に暴行を加え「暴力団に払う金はあっても苦しみぬいて次々に死んでいく患者達に払う金はないのか」と海外でも報道される。
- 救急車のサイレンが「ピーポー」に変更される。

## 文化と芸術

### 流行
- 歩行者天国がはじまりにぎわう[書籍 1][書籍 25]。
- 谷岡ヤスジ、ジョージ秋山、林静一など、それまでにないタイプの漫画が話題となる[書籍 35]。

#### 流行語
- ハイジャック、シージャック[書籍 1][書籍 36]
- ウーマンリブ[書籍 1]
- ヘドロ[書籍 1]
- スキンシップ[書籍 1]
- 進歩と調和（万博のテーマ）[書籍 36]
- 鼻血ブー、アサー[書籍 36]

### 建築
竣工
解体
- 東宝撮影所第11ステージ及び小プール

### 出版

#### 文学
- 芥川賞
  - 第63回（1970年上半期） - 吉田知子 『無明長夜』、古山高麗雄 『プレオー8の夜明け』
  - 第64回（1970年下半期） - 古井由吉 『杳子』
- 直木賞
  - 第63回（1970年上半期） - 結城昌治『軍旗はためく下に』、渡辺淳一『光と影』
  - 第64回（1970年下半期） - 豊田穣『長良川』
- 江戸川乱歩賞
  - 第16回 - 大谷羊太郎『殺意の演奏』
- ベストセラー、話題作など。数字はベストセラーランキング[Web 2][書籍 36][Web 3]。

1. 塩月弥栄子『冠婚葬祭入門』
2. 曽野綾子『誰のために愛するか』
3. 立原正秋『冬の旅』
4. 石原慎太郎『スパルタ教育』
5. 藤原弘達『創価学会を斬る』
6. 高田好胤『心』
7. 塩月弥栄子『続・冠婚葬祭入門』
8. 花登筺『銭の花』（テレビドラマ「細うで繁盛記」の原作小説）
9. 大門一樹『原価の秘密』
10. 清岡卓行『アカシアの大連』

- 石牟礼道子『苦海浄土 わが水俣病』
- イザヤ・ベンダサン『日本人とユダヤ人』
- エリック・シーガル『ラブ・ストーリィ』（映画「ある愛の詩」の原作小説）

#### 漫画
- 漫画賞
  - 第16回小学館漫画賞
    - 秋竜山『ギャグおじさん』『親バカ天国』
    - わたなべまさこ『ガラスの城』

#### 雑誌
- an・an

### 音楽

#### 第12回日本レコード大賞
- 大賞
  - 菅原洋一「今日でお別れ」
- 同・大衆賞
  - 藤圭子「命預けます」
  - ザ・ドリフターズ「ドリフのズンドコ節」
- 同・最優秀歌唱賞
  - 内山田洋とクール・ファイブ「噂の女」「逢わずに愛して」「愛の旅路を」「愛のいたずら」
  - 岸洋子「希望」
  - 森進一「望郷」「波止場女のブルース」「恋ひとすじ」「銀座の女」
  - 由紀さおり「手紙」
- 同・最優秀新人賞
  - にしきのあきら「もう恋なのか」

#### ヒット曲、話題曲など
（数字はヒット曲ランキング10位まで）
1. 皆川おさむ「黒ネコのタンゴ」
2. ザ・ドリフターズ「ドリフのズントコ節」
3. 藤圭子「圭子の夢は夜ひらく」
4. 藤圭子「女のブルース」
5. 内山田洋とクール・ファイブ「逢わずに愛して」
6. 由紀さおり「手紙」
7. ヒデとロザンナ「愛は傷つきやすく」
8. 菅原洋一「今日でお別れ」
9. ショッキング・ブルー「ヴィーナス」
10. 渚ゆう子「京都の恋」

- 加藤登紀子「知床旅情」
- 藤圭子「命預けます」
- ザ・ドリフターズ「ドリフのほんとにほんとにご苦労さん」「誰かさんと誰かさん」
- 内山田洋とクール・ファイブ「噂の女」「愛の旅路を」「愛のいたずら」
- 渥美清「男はつらいよ」
- 青江三奈「昭和おんなブルース」「国際線待合室」
- 奥村チヨ「くやしいけれど幸せよ」「嘘でもいいから」
- ベッツィ&クリス「白い色は恋人の色」「夏よおまえは」「花のように」
- 森山加代子「白い蝶のサンバ」
- ちあきなおみ「四つのお願い」「X+Y=LOVE」「朝がくるまえに」
- いしだあゆみ「あなたならどうする」「喧嘩のあとでくちづけを」「何があなたをそうさせた」
- 森山良子「恋人」
- 黛ジュン「自由の女神」「時は流れる」「土曜の夜何かが起きる」
- ヒデとロザンナ「ふたりの関係」
- トワ・エ・モワ「空よ」「誰もいない海」
- 弘田三枝子「ロダンの肖像」「私が死んだら」
- 日吉ミミ「男と女のお話」
- 左卜全とひまわりキティーズ「老人と子供のポルカ」
- 和田アキ子「笑って許して」
- 安倍律子「愛のきずな」
- 西郷輝彦「真夏のあらし」
- 長谷川きよし「別れのサンバ」
- 鶴田浩二「傷だらけの人生」
- 辺見マリ「経験」「私生活」
- ソルティー・シュガー「走れコウタロー」
- 野村真樹「一度だけなら」
- 水前寺清子「大勝負」
- 伊東ゆかり「裸足の恋」
- 月亭可朝「嘆きのボイン」
- 布施明「愛は不死鳥」「そっとおやすみ」
- 全日本アマチュア・フォーク・シンガーズ「戦争を知らない子供たち」
- サイモン&ガーファンクル「コンドルは飛んで行く」「明日に架ける橋」
- B・J・トーマス「雨にぬれても」
- ジェリー・ウォレス「男の世界」
- ビートルズ「Let it be」「カム・トゥゲザー」
- ホセ・フェリシアーノ「雨のささやき」
- シルヴィ・ヴァルタン「悲しみの兵士」
- ショッキング・ブルー「ヴィーナス」
- フランシス・レイ・オーケストラ「雨の訪問者」

#### クラシック
- 小澤征爾、サンフランシスコ交響楽団の音楽監督に就任[書籍 5]。
- アルヘリッチ来日。

### 美術
- ベン・シャーン展。
- 第7回東京国際版画ビエンナーレ展。

### 演劇
- 市川染五郎が「ラ・マンチャの男」でブロードウェイに出演、日本人俳優のブロードウェイ初主演を果たす[書籍 5]。
- ロイヤル・シェイクスピア・シアター来日。
- 第5回紀伊國屋演劇賞
  - 団体賞
    - テアトル・エコー

  - 個人賞
    - 別役実、長岡輝子、大滝秀治、中村たつ、荒木かずほ
- 第15回岸田國士戯曲賞
  - 唐十郎『少女仮面』

歌舞伎
宝塚歌劇団

### 映画

#### 日本映画
（数字は配給収入ランキングの順位10位まで）
1. 戦争と人間
2. 激動の昭和史 軍閥
3. 座頭市と用心棒
4. 富士山頂
5. 新網走番外地　大森林の決斗
6. 新網走番外地　さいはての流れ者
7. 渡世人列伝
8. 昭和残侠伝　死んで貰います
9. 最後の特攻隊
10. チンチン55号ぶっ飛ばせ!!　出発進行

- 家族
- 戦争と人間
- どですかでん
- エロス+虐殺
- 地の群れ
- 無常
- 影の車
- 男はつらいよ 望郷篇
- 橋のない川 第二部
- 裸の十九才
- ゲゾラ・ガニメ・カメーバ 決戦!南海の大怪獣
- ガメラ対大魔獣ジャイガー

#### 外国映画
（数字は配給収入ランキングの順位10位まで）
1. 続・猿の惑星
2. サウンド・オブ・ミュージック
3. クリスマス・ツリー
4. 女王陛下の007
5. ひまわり
6. ネレトバの戦い
7. シシリアン
8. シェーン
9. チップス先生さようなら
10. さらば夏の日

- イージー・ライダー
- サテリコン
- Z
- 明日に向って撃て!
- M★A★S★H マッシュ
- テオレマ
- 王女メディア
- 冬のライオン
- 地獄に堕ちた勇者ども
- ひとりぼっちの青春
- トラ・トラ・トラ!

### テレビ

#### ドラマ
- NHK大河ドラマ「樅ノ木は残った」
- NHK朝の連続テレビ小説「虹」
- 大岡越前（TBS系、加藤剛主演）
- おくさまは18歳（TBS系）
- 時間ですよ（TBS系）
- ありがとう（TBS系、水前寺清子主演）
- 細うで繁盛記（YTV系、花登筐原作）
- 大江戸捜査網（東京12チャンネル）
- お荷物小荷物（ABC系）
- ウルトラファイト（TBS系）
- 日本史探訪（NHK）

#### バラエティなど諸分野
- クイズグランプリ（フジテレビ系）
- ステージ101（NHK）
- 第21回NHK紅白歌合戦（NHK、12月31日）
- 遠くへ行きたい（日本テレビ系）

#### 開局
- 宮城テレビ放送、山形テレビ、福島中央テレビ、テレビ山梨、テレビしまね（島根放送、現山陰中央テレビ）、広島ホームテレビ、テレビ山口、テレビ高知、テレビ大分、テレビ宮崎

#### コマーシャル
| キャッチフレーズなど         | 商品名など                 | メーカー       | 出演者                 | 音楽     |
| ---------------------------- | -------------------------- | -------------- | ---------------------- | -------- |
| モーレツからビューティフルへ | -                          | 富士ゼロックス | 加藤和彦               | 加藤和彦 |
| 男は黙ってサッポロビール     | サッポロビール             | サッポロビール | 三船敏郎               | -        |
| どういうわけかキリンです     | キリンビール               | キリンビール   | 仲谷昇・岸田今日子     | -        |
| ハヤシもあるでよ〜           | オリエンタルスナックカレー | オリエンタル   | 南利明                 | -        |
| ディスカバー・ジャパン       | -                          | 日本国有鉄道   | -                      | -        |
| 女房よろこぶ                 | ハウスジャワカレー         | ハウス食品     | 伊丹十三・宮本信子     | -        |
| こんな格好で失礼します       | エメロン石鹸               | ライオン油脂   | 三代目三遊亭圓右       | -        |
| ウーン、マンダム             | マンダムの化粧品           | マンダム       | チャールズ・ブロンソン | -        |

### アニメ
アニメーション映画
テレビアニメ
- 3月30日 - 動物村ものがたり、いたずら天使チッポちゃん 放映開始
- 4月1日 - あしたのジョー 放映開始
- 4月1日 - キンキキッズトークライブ 放映開始
- 4月3日 - ばくはつ五郎 放映開始
- 4月5日 - おたのしみアニメ劇場 放映開始
- 4月6日 - チキチキマシン猛レース 放映開始
- 4月7日 - 昆虫物語 みなしごハッチ 放映開始
- 4月13日 - 赤き血のイレブン 放映開始
- 6月10日 - 日本誕生 放映開始
- 8月1日 - マンガ人物史 放映開始
- 9月28日 - 男どアホウ甲子園 放映開始
- 10月2日 - キックの鬼 放映開始
- 10月3日 - いじわるばあさん 放映開始
- 10月4日 - いなかっぺ大将 放映開始
- 10月5日 - のらくろ 放映開始
- 10月7日 - われらサラリーマン党 放映開始
- 11月2日 - 魔法のマコちゃん放映開始

### ゲーム

#### ボードゲーム
囲碁
- 25期本因坊
  - 林海峯

将棋
- 29期名人
  - 大山康晴

## スポーツ
- 第3回日本プロスポーツ大賞
  - 大賞
    - 大鵬幸喜（大相撲）

  - 殊勲賞
    - 三浦雄一郎（プロスキー）
    - 小林弘（プロボクシング）
    - 中山律子（ボウリング）

### 総合競技大会
- 第25回国民体育大会 (みちのく国体)

### 各競技

#### 野球
- プロ野球
  - セ・リーグ優勝 読売ジャイアンツ
  - パ・リーグ優勝 ロッテオリオンズ
  - 日本シリーズ優勝 読売ジャイアンツ（4勝1敗）
- 高校野球
  - 第42回選抜高等学校野球大会（春）- 優勝 箕島（和歌山県）
  - 第52回全国高等学校野球選手権大会（夏）- 優勝 東海大相模（神奈川県）

#### 相撲
- 大相撲（幕内最高優勝）
  - 初場所 北の富士勝昭
  - 春場所 大鵬幸喜
  - 夏場所 北の富士勝昭
  - 名古屋場所 北の富士勝昭
  - 秋場所 玉の海正洋
  - 九州場所 玉の海正洋

#### サッカー
- 第50回天皇杯
  - 優勝 ヤンマー
  - 準優勝 東洋工業

#### 駅伝
- 第46回箱根駅伝
  - 優勝 日本体育大学

#### 格闘技
- プロレス

#### ボウリング
- 第1回全日本女子プロ・ボウリング選手権開催。中山律子が優勝。

#### ゴルフ
- 賞金女王
  - 樋口久子（121万円）

#### 競馬
- 第37回東京優駿（いわゆる日本ダービー）
  - タニノムーティエ
- 第15回有馬記念
  - スピードシンボリ

## 誕生

### 1月
- 1月2日 - 福山俊郎、俳優
- 1月3日 - 長井秀和、お笑いタレント
- 1月5日 - 田中敏弘、元野球選手
- 1月6日 - 徳田吉成、元プロ野球選手
- 1月6日 - 飯島寿久、元サッカー選手
- 1月8日 - 種馬マン、お笑いタレント（モリマン）
- 1月8日 - 原田徳子、タレント（元C.C.ガールズ）
- 1月8日 - 荻野正二、バレーボール選手
- 1月9日 - 合田雅吏、俳優
- 1月12日 - 澤登正朗、元サッカー選手
- 1月13日 - 真矢、ミュージシャン（LUNA SEA）
- 1月13日 - 鈴木健、元プロ野球選手
- 1月14日 - 進藤達哉、元プロ野球選手
- 1月14日 - 立河宜子、元タレント
- 1月18日 - 山崎まさや、お笑いタレント（元ジョーダンズ）
- 1月18日 - 中垣征一郎、北海道日本ハムファイターズトレーニングコーチ
- 1月19日 - ウド鈴木、お笑いタレント（キャイ〜ン）
- 1月19日 - 五味岡たまき、タレント（元おニャン子クラブ）
- 1月19日 - 井関佳子、声優・歌手・女優
- 1月19日 - 大日ノ出崇揚、元大相撲力士
- 1月21日 - 峰村寿彦、俳優・声優
- 1月21日 - 赤木高太郎、騎手
- 1月25日 - 千原靖史、タレント（千原兄弟）
- 1月25日 - マキタスポーツ、俳優
- 1月29日 - 伊東浩司、元陸上選手
- 1月29日 - 黒田有、お笑いタレント（メッセンジャー）
- 1月30日 - 岸川登俊、元プロ野球選手

### 2月
- 2月1日 - 吉本文弘、元プロ野球選手
- 2月5日 - 生駒治美、声優
- 2月5日 - 鈴木幸一、講師・作曲家
- 2月5日 - 藤原理恵、タレント（元C.C.ガールズ）
- 2月7日 - 福沢博文、俳優
- 2月9日 - 増田英彦、お笑いタレント（ますだおかだ）
- 2月9日 ‐ マッコイ斎藤、演出家
- 2月10日 - 菊沢隆徳、騎手
- 2月10日 - 丹波幸一、プロ野球審判員
- 2月11日 - 青山裕次、ミュージカル俳優
- 2月14日 - 斎藤隆、メジャーリーガー
- 2月15日 - 今沢カゲロウ、ベーシスト
- 2月16日 - 中込伸、元プロ野球選手
- 2月16日 - 中村由真、タレント
- 2月16日 - 西田尚美、女優
- 2月18日 - 岩男潤子、声優・歌手
- 2月18日 - 蒼樹山秀樹、元大相撲力士、枝川親方
- 2月19日 - 笠原弘子、声優・歌手
- 2月19日 - 大黒和広、声優
- 2月19日 - 松本隆、プロ野球選手
- 2月20日 - 西尾季隆、お笑いタレント（丁半コロコロ）
- 2月20日 - 忰田幸也、元プロ野球選手
- 2月23日 - 相田翔子、タレント（元Wink）
- 2月25日 - 菅原加織、俳優（+ 2001年）
- 2月26日 - 高橋幸二、プロ野球選手
- 2月27日 - 稲森謙太郎、科学技術ジャーナリスト
- 2月27日 - ツバキアンナ、漫画家、浮世絵師
- 2月27日 - 室井佑月、作家
- 2月27日 - マーク・パンサー、ミュージシャン、globeメンバー

### 3月
- 3月1日 - 中山美穂、女優・歌手（+ 2024年）
- 3月1日 - 西川弘志、俳優
- 3月5日 - 貝瀬典子、タレント（元おニャン子クラブ）
- 3月5日 - 上原真美、女優
- 3月6日 - ハイセイコー、競走馬
- 3月7日 - 王理恵、スポーツキャスター
- 3月8日 - 笠原留美、声優
- 3月8日 - 桜井和寿、ミュージシャン（Mr.Children）
- 3月10日 - 鈴木平、元プロ野球選手
- 3月11日 - 高木延秀、元アイドル（忍者）
- 3月12日 - 鬼塚勝也、元ボクシング選手
- 3月14日 - 姿月あさと、女優・歌手
- 3月15日 - 佳月大人、声優
- 3月16日 - 神尾佑、俳優
- 3月16日 - 里見祐輔、プロ野球選手
- 3月17日 - 島田直也、元プロ野球選手
- 3月17日 - 前田ちあき、声優
- 3月18日 - 高橋和男、漫画家（+ 2011年）
- 3月20日 - 松谷彼哉、女優・声優
- 3月21日 - 木村明広、イラストレーター
- 3月21日 - 新山志保、声優（+2000年）
- 3月21日 - 濱ノ嶋啓志、元力士・小結、現・尾上親方
- 3月23日 - 瀬川晶司、将棋棋士
- 3月24日 - 天野ひろゆき、お笑いタレント（キャイ〜ン）
- 3月24日 - 酒井格、作曲家
- 3月24日 - ちはる、タレント
- 3月24日 - 原田泰造、お笑いタレント（ネプチューン）
- 3月24日 - 桑元孝雄、高校野球指導者
- 3月25日 - さがね正裕、お笑いタレント（丁半コロコロ）
- 3月27日 - 川島郭志、プロモーター、元プロボクサー
- 3月28日 - 水野真紀、女優
- 3月30日 - 山本隆二、ミュージシャン、 編曲家、キーボーディスト
- 3月31日 - 宮迫博之、YouTuber、お笑いタレント、俳優

### 4月
- 4月2日 - 鮎川義文、元プロ野球選手
- 4月7日 - 赤堀元之、元プロ野球選手
- 4月8日 - 博多華丸、お笑い芸人（博多華丸・大吉）
- 4月10日 - 川名慎一、元プロ野球選手
- 4月11日 - 尾山敦、元プロ野球選手
- 4月12日 - 鈴木浩文、プロ野球選手
- 4月13日 - 古屋剛、元プロ野球選手
- 4月14日 - 工藤静香、歌手・女優（元おニャン子クラブ）
- 4月15日 - 江藤智、元プロ野球選手
- 4月17日 - 本村賢太郎、政治家
- 4月18日 - 朝岡実嶺、女優
- 4月18日 - 佐伯貴弘、プロ野球選手
- 4月18日 - 田川伸治、ミュージシャン（DEENギタリスト）
- 4月18日 - 高嶋徹、元プロ野球選手
- 4月19日 - 菊田まりこ、絵本作家
- 4月20日 - 高山智司、政治家
- 4月21日 - 佐藤秀樹、元プロ野球選手
- 4月22日 - 秋山浩徳、ミュージシャン（元MOON CHILD）
- 4月23日 - 阿部サダヲ、俳優、ミュージシャン（グループ魂）
- 4月23日 - UZA、ソングライター
- 4月23日 - 紅夜叉、元プロレスラー
- 4月24日 - 吉元伸二、プロ野球選手
- 4月24日 - 山口幸勇、プロ野球選手
- 4月25日 - 川上とも子、声優（+ 2011年）
- 4月25日 - 鶴田真由、女優
- 4月25日 - 中川俊直、政治家
- 4月26日 - 斉藤貢、元プロ野球選手
- 4月27日 - 小川祥志、プロ野球選手
- 4月29日 - 山口幸司、元プロ野球選手

### 5月
- 5月1日 - 高橋秀武、漫画家
- 5月2日 - 佐藤直紀、作曲家
- 5月3日 - 奥山義行、元陸上競技選手
- 5月4日 - 星野おさむ、元プロ野球選手
- 5月4日 - 乃木真梨子、元AV女優
- 5月5日 - YOGGY、DJ（EAST END）
- 5月5日 - 飯野賢治、ゲームクリエイター（+ 2013年）
- 5月6日 - 日高博之、プロ野球選手
- 5月7日 - 上田晋也、お笑いタレント（くりぃむしちゅー）
- 5月8日 - 島田佳和、政治家
- 5月8日 - 濱地雅一、政治家
- 5月8日 - 林家きく姫、落語家
- 5月9日 - 中本哲也、お笑いタレント（テツandトモ）
- 5月10日 - 石澤智幸、お笑いタレント（テツandトモ）
- 5月10日 - 守山茂樹、ミュージシャン
- 5月10日 - 難波幸治、プロ野球選手
- 5月11日 - 塩谷伸介、元サッカー選手
- 5月11日 - 新村泰彦、元サッカー選手
- 5月14日 - 立石尚行、元プロ野球選手
- 5月14日 - 下川健一、元サッカー選手
- 5月15日 - 辰吉丈一郎、プロボクサー
- 5月16日 - 西牟田恵、女優
- 5月17日 - 大貫かおり、タレント（元おニャン子クラブ）
- 5月17日 - 坂井真紀、女優
- 5月18日 - 池田伸康、元サッカー選手
- 5月19日 - 佐川潔、元プロ野球選手
- 5月20日 - 河村隆一、ミュージシャン（LUNA SEA、Tourbillon）
- 5月20日 - 大石邦彦、アナウンサー（CBCテレビ）
- 5月24日 - 汐風幸、女優
- 5月25日 - 波留敏夫、元プロ野球選手、横浜DeNAベイスターズのコーチ
- 5月25日 - 雪野五月、声優
- 5月26日 - 和月伸宏、漫画家
- 5月27日 - つの丸、漫画家
- 5月27日 - 松岡大吾、元プロ野球選手
- 5月29日 - 武田祐子、アナウンサー（フジテレビ）
- 5月29日 - 桑認、元プロ野球選手
- 5月30日 - 門奈哲寛、元プロ野球選手
- 5月30日 - 本田昌毅、医師
- 5月31日 - 杉浦貴、プロレスラー
- 5月31日 - 村上誠一、元プロ野球選手
- 5月31日 - 岡幸俊、元プロ野球選手
- 5月31日 - 山之内健一、元プロ野球選手

### 6月
- 6月2日 - 西川大輔、元体操選手
- 6月2日 - ピエール北川、フリーアナウンサー
- 6月2日 - 松山将樹、調教師
- 6月4日 - 後藤隆之、野球選手
- 6月4日 - 榊英雄、俳優、映画監督
- 6月4日 - 前田登、お笑いタレント（はりけ〜んず）
- 6月5日 - 野口幸司、元サッカー選手
- 6月6日 - 垣内哲也、元プロ野球選手
- 6月7日 - 大神友明、元サッカー選手
- 6月7日 - 平良幸一、元プロ野球選手
- 6月8日 - 井上純、元プロ野球選手
- 6月8日 - 木原誠二、政治家
- 6月10日 - いとうあさこ、お笑いタレント
- 6月11日 - 守屋寿恵、タレント（元おニャン子クラブ）
- 6月14日 - 原田哲也、レーシングライダー、レーシングドライバー
- 6月14日 - 福田良彦、政治家
- 6月17日 - 古河有一、元プロ野球選手
- 6月18日 - あいだもも、女優
- 6月21日 - 酒井忠晴、元プロ野球選手
- 6月22日 - 関口太郎、漫画家
- 6月23日 - 池田有希子、女優
- 6月24日 - 岩永哲哉、声優
- 6月28日 - 木村亜希子、声優
- 6月29日 - 渡邉博幸、元プロ野球選手

### 7月
- 7月1日 - 幸田正広、元プロ野球選手
- 7月3日 - 岡村隆史 （ナインティナイン）、お笑いタレント
- 7月3日 - 志倉千代丸、音楽家、MAGES.
- 7月10日 - 角田久美子、元アナウンサー（日本テレビ）
- 7月11日 - 田中英之、政治家
- 7月11日 - 長沢美樹、声優
- 7月13日 - 石毛博史、元プロ野球選手
- 7月17日 - 宅間孝行、俳優
- 7月19日 - 石田洋介、シンガーソングライター、ボーカリスト、ギタリスト
- 7月19日 - 宮藤官九郎、脚本家
- 7月20日 - 武部新、政治家
- 7月22日 - 橋本博明、政治家
- 7月23日 - 大山英雄、お笑いタレント
- 7月23日 - 鶴田泰、元プロ野球選手
- 7月23日 - 乃村健次、声優
- 7月23日 - 吉村卓、AV男優
- 7月24日 - 梶山義彦、元野球選手
- 7月24日 - 兵動大樹、お笑いタレント
- 7月25日 - 樫山圭、ミュージシャン（元MOON CHILD）
- 7月25日 - ワッキー貝山、ローカルフリータレント
- 7月26日 - 外山恒一、政治活動家

### 8月
- 8月1日 - 小野次郎、騎手
- 8月2日 - 瀬上純、サウンドクリエイター、ギタリスト(Crush 40)
- 8月3日 - 桜井政博、ゲームクリエイター
- 8月3日 - 鈴木純子、アナウンサー（文化放送）
- 8月3日 - 岸本健、政治家
- 8月6日 - 秋田豊、元サッカー選手
- 8月6日 - 巌雄謙治、元大相撲力士・現：山響親方
- 8月8日 - 種子田健、ベーシスト
- 8月8日 - 福島伸享、政治家
- 8月8日 - 堀江賢治、元プロ野球選手
- 8月9日 - 樋口あゆ子、ピアニスト
- 8月9日 - ha-j、作曲家・編曲家・ミュージシャン
- 8月9日 - 宗清皇一、政治家
- 8月10日 - 小倉恒、プロ野球選手
- 8月12日 - J、ミュージシャン（LUNA SEA）
- 8月12日 - 竹若元博（バッファロー吾郎）、お笑いタレント
- 8月12日 - 三浦文丈、元サッカー選手
- 8月12日 - 諸星和己、歌手、俳優（元光GENJI）
- 8月12日 - 吉岡秀隆、俳優
- 8月16日 - 佐野貴英、元プロ野球選手
- 8月18日 - 中井祐樹、柔術家
- 8月18日 - 山口信二、プロ野球選手
- 8月19日 - 長谷川真弓、女優
- 8月19日 - 日笠雅人、元プロ野球選手
- 8月19日 - 松本タカヒロ、ミュージシャン（The Turtles）
- 8月20日 - 伊礼忠彦、プロ野球選手
- 8月20日 - 田中健一、クイズ王・クイズ作家
- 8月22日 - なべやかん、タレント
- 8月24日 - 佐藤賢治、ナレーター
- 8月24日 - 酒井ミキオ、ミュージシャン
- 8月24日 - 篠田淳、元プロ野球選手
- 8月25日 - 石井琢朗、プロ野球選手
- 8月26日 - 赤間麻里子、 女優
- 8月26日 - 秋田宗好、俳優
- 8月26日 - 稲富修二、政治家
- 8月26日 - 田口昌徳、元プロ野球選手
- 8月26日 - 前田幸長、元プロ野球選手
- 8月26日 - 牧本千幸、元AV女優
- 8月27日 - 戸羽隆、プロ野球選手
- 8月27日 - 瀬戸熊直樹、プロ雀士
- 8月28日 - 西山一宇、元プロ野球選手
- 8月29日 - 船見啓子、タレント、元カネボウキャンペーンガール
- 8月31日 - 山本樹、元プロ野球選手

### 9月
- 9月1日 - 新垣隆、作曲家、ピアニスト
- 9月1日 - 木村龍治、元プロ野球選手
- 9月2日 - 安藤信二、元プロ野球選手
- 9月4日 - 大島こうすけ、作曲家・キーボーディスト
- 9月4日 - 大森貴洋、バスプロ
- 9月4日 - 大森立嗣、映画監督、俳優
- 9月8日 - 市場孝之、元プロ野球選手
- 9月8日 - 平松昭子、イラストレーター
- 9月11日 - 松本尚樹、元プロ野球選手
- 9月12日 - 相馬裕子、シンガーソングライター
- 9月13日 - サンコンJr.、ミュージシャン（ウルフルズ）
- 9月13日 - 千葉進歩、声優
- 9月13日 - 松岡由貴、声優
- 9月14日 - 小栗香織、タレント
- 9月14日 - 小島聡、プロレスラー
- 9月14日 - 円谷優子、タレント
- 9月14日 - 八島祥司、プロ野球選手
- 9月19日 - 今井由香、声優
- 9月19日 - 斉藤満喜子、元タレント（元おニャン子クラブ）
- 9月19日 - 西川貴教、ミュージシャン（T.M.Revolution）
- 9月20日 - インジャン古河、AV男優
- 9月23日 - 初田啓介、TBSテレビアナウンサー
- 9月24日 - 一青妙、女優、歯科医師
- 9月24日 - 野村正樹、建築家
- 9月25日 - アジャ・コング、プロレスラー
- 9月25日 - 清水美沙、女優
- 9月26日 - 池谷幸雄、タレント、元体操選手
- 9月27日 - 羽生善治、将棋棋士
- 9月27日 - 八嶋智人、俳優
- 9月28日 - 岸祐二、俳優・声優
- 9月28日 - 伊達公子、テニス選手
- 9月29日 - INORAN、ミュージシャン（LUNA SEA）
- 9月29日 - 藤井猛、将棋棋士
- 9月29日 - 吉田篤史、元プロ野球選手（現：横浜DeNAベイスターズコーチ）
- 9月30日 - 天野武文、プロ野球選手
- 9月30日 - 風間勇刀、声優
- 9月30日 - 佐野秀光、実業家、政治活動家
- 9月30日 - 森下雅子、ファッションモデル

### 10月
- 10月1日 - 的山哲也、元プロ野球選手
- 10月3日 - 浜涯泰司、元プロ野球選手
- 10月4日 - 池田太、元サッカー選手
- 10月5日 - 浅井理恵、元AV女優
- 10月6日 - GAKU-MC、ヒップホップMC（EAST END）
- 10月6日 - 広川ひかる、タレント
- 10月7日 - 和田孝志、元プロ野球選手
- 10月8日 - 小池貴志、元プロ野球選手
- 10月9日 - 関沢圭司、歌手、ダンサー
- 10月10日 - 森内俊之、将棋棋士
- 10月10日 - 村上睦子、元バスケットボール選手
- 10月13日 - 黄川田仁志、政治家
- 10月13日 - 須田喜照、高校野球指導者
- 10月14日 - 加藤貴子、女優
- 10月14日 - 永作博美、女優
- 10月14日 - 中山泰秀、政治家
- 10月16日 - 藤田和之、プロレスラー
- 10月18日 - 佐藤操、フィギュアスケートコーチ・振付師
- 10月22日 - 木曽さんちゅう、お笑い芸人（Wコロン）
- 10月25日 - 松本和弘、プロ野球選手
- 10月26日 - 原田龍二、俳優
- 10月30日 - 伊藤智仁、元プロ野球選手

### 11月
- 11月1日 - 内山佳子、アナウンサー
- 11月2日 - 佐藤寛之、歌手（元光GENJI）
- 11月3日 - せきしろ、作家、コラムニスト
- 11月5日 - 宮本慎也、プロ野球選手
- 11月8日 - 斉藤進、政治家
- 11月8日 - 平松あゆみ、フリーアナウンサー
- 11月10日 - 畠田理恵、歌手・タレント
- 11月10日 - 福間創、ミュージシャン（元P-MODEL）
- 11月14日 - 高村正大、政治家
- 11月15日 - 平山祐介、ファッションモデル・俳優
- 11月16日 - LiLiCo、タレント・歌手
- 11月16日 - モブ・ノリオ、小説家
- 11月17日 - 城島茂、TOKIO
- 11月18日 - 川北和典、元プロ野球選手
- 11月18日 - 渡辺満里奈、タレント（元おニャン子クラブ）
- 11月19日 - 吉田真里子、元アイドル
- 11月20日 - 佐野康之、声優（+ 2020年）
- 11月20日 - 原久美子、女優
- 11月22日 - 天野義明、野球選手
- 11月22日 - 奥貫薫、女優
- 11月22日 - 出羽の郷秀之、力士
- 11月22日 - 皆川純子、声優
- 11月24日 - 木村明浩、お笑いタレント（バッファロー吾郎）
- 11月26日 - 遠藤賀子、ヌードモデル
- 11月29日 - 斉藤りさ、タレント、パーソナリティ
- 11月30日 - 小林宏、元プロ野球選手

### 12月
- 12月1日 - 小早川幸二、元プロ野球選手
- 12月2日 - 中川剛、お笑いタレント（中川家）
- 12月7日 - 筒井はじめ、芸術家
- 12月8日 - ROCK-Tee、DJ（EAST END）
- 12月8日 - 和久井映見、女優
- 12月11日-松元治郎、アーティスト(元WANDS)
- 12月12日 - 伽代子、タレント・女優
- 12月12日 - 藤田貴美、漫画家
- 12月14日 - 西嶋賢司、プロ野球選手
- 12月15日 - 敷島勝盛、元大相撲力士・小野川親方
- 12月16日 - HAKUEI、ミュージシャン・PENICILLIN
- 12月17日 - 西村知美、タレント・元アイドル歌手
- 12月18日 - 藤本敏史、お笑いタレント（FUJIWARA）
- 12月19日 - 国実百合、元アイドル歌手
- 12月19日 - 谷川流、作家
- 12月21日 - 重徳和彦、政治家
- 12月21日 - 谷繁元信、プロ野球選手
- 12月22日 - 白島靖代、女優
- 12月23日 - NIGO、ファッションデザイナー、DJ
- 12月24日 - 磯田道史、歴史学者
- 12月25日 - 千代丸亮彦、元プロ野球選手
- 12月26日 - 江戸真樹、タレント
- 12月27日 - 神田利則、タレント・俳優
- 12月27日 - 山崎直子、宇宙飛行士
- 12月28日 - 雨宮塔子、タレント・元TBSアナウンサー
- 12月28日 - 富永美樹、タレント・元フジテレビアナウンサー
- 12月28日 - 山原和敏、元プロ野球選手
- 12月28日 - 米倉誠、元サッカー選手
- 12月31日 - 鈴木秀範、野球選手

## その他
- Unix系オペレーティングシステムでは、この年の1月1日午前0時0分0秒 (UTC) を基準とした経過時間(UNIX時間)で時間管理が行われている。→2038年問題を参照。
- また、上記のUnix方式を採用しているApple(特にiPhone)製品は、2015年のアップデートで1970年1月1日に日付を変更すると再起動ができなくなるバグがあったが、2016年のアップデートによって改善された。